# Голохвастов, Павел Дмитриевич
Павел Дмитриевич Голохва́стов (15 (27) февраля 1838 — 4 (16) июля 1892) — русский писатель, историк, филолог, публицист-славянофил.

## Биография
Сын Дмитрия Павловича Голохвастова (1796—1849) от его брака (с 28 апреля 1837 года) с Надеждой Владимировной Новосильцевой. Родился в Москве, крещен 26 февраля 1838 года в церкви Иоанна Богослова на Бронной при восприемстве Н. П. Голохвастова и В. А. Новосильцевой.
Окончил пажеский корпус, в 1857—1858 годах работал в Главном архиве Министерства иностранных дел в Москве, в 1858—1859 годах служил в Азиатском департаменте. Позже служил мировым судьёй в Звенигородском уезде, затем был управляющим Ташинским железным заводом в Арзамасском уезде.
В 1882 году, считаясь к тому моменту одним из авторитетных теоретиков славянофильства, получил назначение чиновником по особым поручениям при министре внутренних дел Н. П. Игнатьеве. Вместе с И. С. Аксаковым составил проект императорского манифеста о созыве земского собора, который вызвал ярость Победоносцева и привёл к молниеносной отставке как Голохвастова, так и самого министра.
П. Д. Голохвастов с ранних лет занимался древней русской историей, в особенности Смутным временем, и оставил по (большей частью в рукописях) обширные работы, в том числе о земских соборах. В изданном в «Памятниках Общества любителей древней письменности» сочинении «Законы стиха русского народного и нашего литературного» (Санкт-Петербург, 1885), в противоположность мнению К. Аксакова, резко разграничивается народный стиль и проза.
Кроме того, он напечатал ряд статей в «Русском архиве» и в изданиях И. С. Аксакова, а также драму «Алёша Попович, представление в 5 действиях, сочинённое по старым русским былинам» (Москва, 1869), высоко оценённую критиками и сделавшую его известным в литературных кругах. По мнению авторов ЭСБЕ, писал «тяжеловесным языком, с большим пристрастием к самокованным словам».

## Семья
Жена (с 1863 года) — Ольга Андреевна Андреевская (1840—1897), внебрачная дочь графини Е. П. Ростопчиной от связи с А. Н. Карамзиным. Воспитывалась в Швейцарии в семье женевского священника. Перед смертью Ростопчина вызвала дочь к себе в Москву. По словам мемуариста Н. И. Шатилова, Ольга Андреевна была очень красивая, большого роста, прекрасно сложенная, с хорошим цветом лица, красивыми темно-карими глазами и темными пышными волосами. Она была олицетворением русской красавицы; пожилой Тютчев посвятил ей стихотворение «Играй, покуда над тобою / Ещё безоблачна лазурь…» Страстная спортсменка, любившая играть в крокет. Писательница, близкая к славянофильским кругам; автор ряда пьес психологического характера. Скончалась в родовой усадьбе Голохвастовых в Звенигородском уезде Московской губернии, похоронена в Москве.